# پایگاه هوایی ملام ویلاروچ
پایگاه هوایی ملام ویلاروچ (به انگلیسی: Melun Villaroche Aerodrome) (به زبان بومی: Aérodrome de Melun Villaroche) یک فرودگاه همگانی است که یک باند فرود آسفالت دارد و طول باند آن ۱۹۷۵ متر است. این فرودگاه در شهر مولن کشور فرانسه قرار دارد و در ارتفاع ۹۳ متری از سطح دریا واقع شده‌است.